# Maria Żelańska

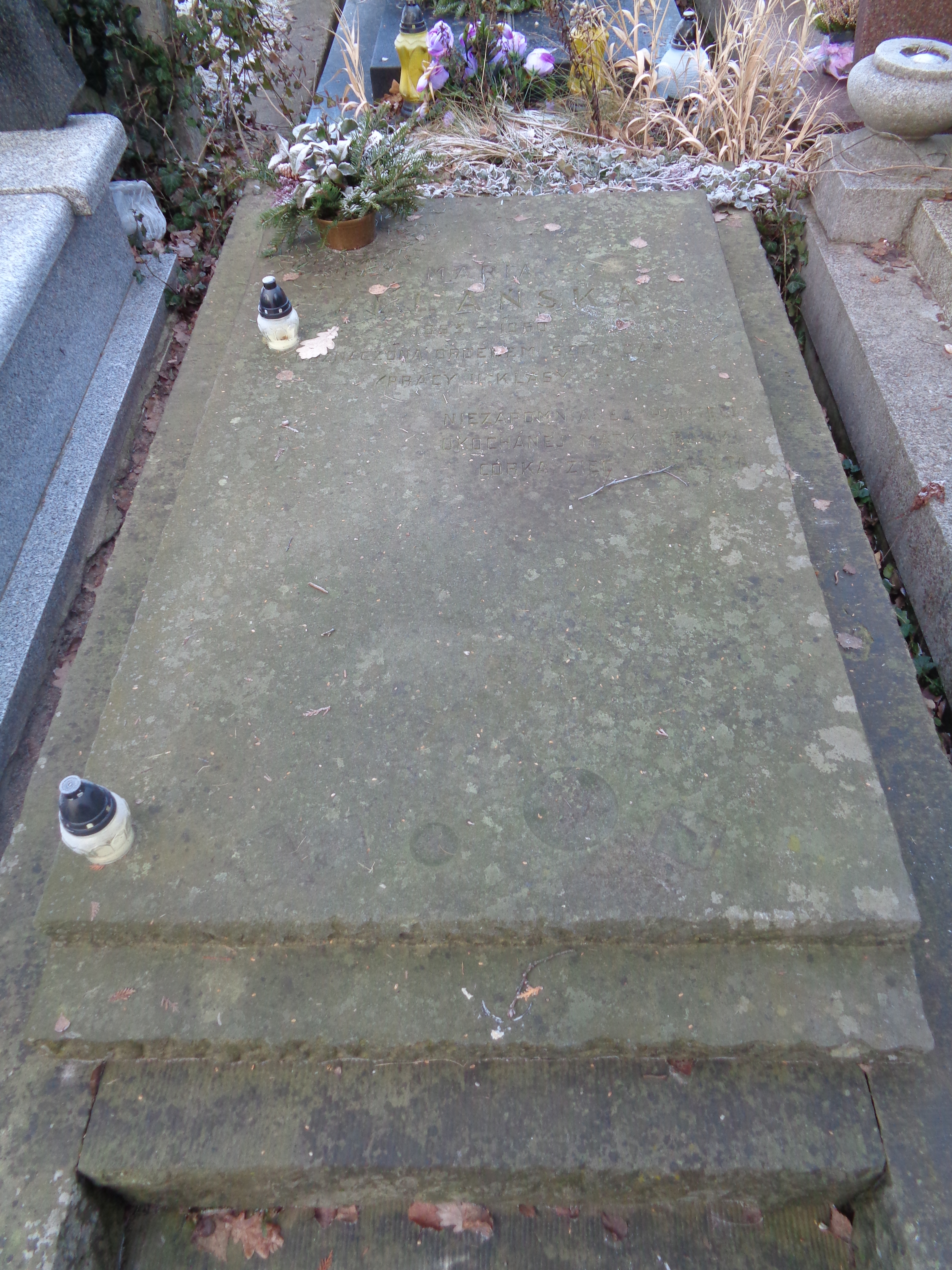
Grób Marii Żelańskiej na cmentarzu wojskowym na Powązkach

Maria Żelańska z d. Glazer pseud. Sachs, Wanda (ur. 25 grudnia 1893 w Warszawie, zm. 30 stycznia 1960 tamże) – działaczka komunistyczna.

## Życiorys
Córka Jakuba, z zawodu nauczycielka, od 1916 w SDKPiL, od XII 1918 w KPRP/KPP. 1920–1921 więziona za działalność komunistyczną, po zwolnieniu wyjechała do Wiednia na polecenie KC KPRP, wstąpiła do KPA i została pracownicą ambasady ZSRR. Wyszła za mąż za Pawła Biernackiego-Żelańskiego, działacza komunistycznego i funkcjonariusza OGPU. 1923–1926 pracowała w przedstawicielstwie handlowym ZSRR w Berlinie, gdzie wstąpiła do KPD. Później udała się do ZSRR, gdzie zamieszkała i w 1927 wstąpiła do WKP(b). 
W 1937 aresztowana na fali stalinowskich czystek i na 3 lata uwięziona. W 1944 otrzymała rentę specjalną, po wojnie wróciła do kraju i wstąpiła do PPR, a w 1948 do PZPR. 1948–1953 pracowała w Zarządzie Centrali Spółdzielni Inwalidów w Warszawie, później w Centralnym Zarządzie Przemysłu Spirytusowego. W 1955 otrzymała rentę dla zasłużonych. 
Była odznaczona Orderem Sztandaru Pracy I klasy. Pochowana na wojskowych Powązkach (kwatera BII28-6-20).